# Charlie Quintana
Charlie Quintana, detto Chalo (El Paso, 29 gennaio 1962 – Cancún, 14 marzo 2018), è stato un batterista statunitense.

## Biografia
Conosciuto per essere stato il batterista di The Havalinas (https://www.youtube.com/watch?v=-V65TfaiYaw), dei  Plugz, ha anche suonato con Mike Ness in uno dei suoi album solisti, con Bob Dylan, Izzy Stradlin (nell'album Izzy Stradlin and the Ju Ju Hounds), Joan Osborne, e per un breve periodo con due band chiamate Cracker e Agent Orange.
Dal 2000 al 2009 è stato il batterista dei Social Distortion.
È morto il 14 marzo 2018 a 56 anni a causa di un infarto.